# Daire Lynch
Daire Lynch (Clonmel, 19 giugno 1998) è un canottiere irlandese.

## Carriera
Nel settembre 2023 ha vinto la medaglia di bronzo ai Campionati mondiali di Belgrado nel due di coppia insieme a Philip Doyle.
Con Doyle si qualifica per i Giochi olimpici di Parigi 2024 in cui, il 1º agosto 2024, conquista la medaglia di bronzo nel due di coppia.

## Palmarès
- Giochi olimpici

Parigi 2024: bronzo nel due di coppia.
- Campionati mondiali di canottaggio

Belgrado 2023: bronzo nel due di coppia.